# Lasiopogon pilosellus
Lasiopogon pilosellus là một loài ruồi trong họ Asilidae. Lasiopogon pilosellus được Loew miêu tả năm 1847. Loài này phân bố ở vùng Cổ Bắc giới.